# Langaros
Langaros (en llatí Langarus, en grec antic Λάγγαρος) era rei dels agrians cap a la meitat del segle IV aC.
Va ser contemporani d'Alexandre el Gran, i eren bons amics en temps de Filip II de Macedònia, abans de què Alexandre pugés al tron. Li va fer diversos bons serveis a Alexandre quan va ser rei, especialment durant les expedicions contra els il·liris i els taulantis, ja que va envair el territori dels autariates, impedint així que ataquessin a Alexandre durant la marxa tal com tenien planejat. Alexandre li va donar diversos honors i li va prometre la mà de la seva germanastre Cinana, però Langaros va morir en tornar al seu regne i l'enllaç no es va arribar a fer efectiu.